# Copa del President de la República de futbol 1933-34
La Copa del President de la República de futbol 1934 va ser la 32ena edició de la Copa d'Espanya.

## Detalls
La competició es disputà entre l'11 de març i el 6 de maig de 1934.
Equips participants:
- Astúries (2): Oviedo FC, Sporting de Gijón
- Illes Balears (1): CE Constància
- Illes Canàries (1): CD Tenerife
- Cantàbria (1): Racing de Santander
- Catalunya (3): FC Barcelona, CD Espanyol, CE Sabadell
- Galícia (3): Club Celta, Deportivo La Coruña, Racing Ferrol
- Guipúscoa-Navarra-Aragó (4): Donostia FC, CD Logroño, CA Osasuna, Zaragoza FC
- Múrcia (2): Murcia FC, Hèrcules FC
- Nord d'Àfrica (1): Ceuta Sport
- Regió Centre-Sud (4): Madrid FC, Athletic Madrid, Sevilla FC, Betis Balompié
- Regió Oest (1): Club Recreativo Onuba
- País Valencià (2): València FC, Llevant FC
- Biscaia (3): Athletic Club, Barakaldo FC, Arenas Club

## Setzens de final
11 i 18 de març. Exempts: Athletic Club, Madrid FC, Oviedo FC i Donostia FC.
| Equip 1             | Global | Equip 2           | Anada | Tornada |
| ------------------- | ------ | ----------------- | ----- | ------- |
| CD Espanyol         | 7-2    | Racing Ferrol     | 7-1   | 0-1     |
| CE Sabadell         | 3-3    | Celta de Vigo     | 2-1   | 1-2     |
| Barakaldo FC        | 4-6    | Sporting de Gijón | 2-3   | 2-3     |
| CD Tenerife         | 4-6    | Hèrcules FC       | 1-4   | 3-2     |
| CA Osasuna          | 3-1    | Athletic Madrid   | 2-0   | 1-1     |
| Betis Balompié      | 3-1    | Llevant FC        | 2-1   | 1-0     |
| CD Logroño          | 0-3    | Murcia FC         | 0-0   | 0-3     |
| Ceuta Sport         | 3-8    | Sevilla FC        | 3-3   | 0-5     |
| València FC         | 9-7    | Racing Santander  | 7-1   | 2-6     |
| Zaragoza FC         | 1-1    | Arenas Club       | 1-0   | 0-1     |
| CE Constància       | 0-3    | FC Barcelona      | 0-1   | 0-2     |
| Deportivo La Coruña | 5-1    | Recreativo Onuba  | 5-0   | 0-1     |

- Desempat:

| Equip 1       | Marcador | Equip 2     |
| ------------- | -------- | ----------- |
| Zaragoza FC   | 2-1      | Arenas Club |
| Celta de Vigo | 4-2      | CE Sabadell |

## Vuitens de final
25 de març i 1 d'abril.
| Equip 1             | Global | Equip 2           | Anada | Tornada |
| ------------------- | ------ | ----------------- | ----- | ------- |
| FC Barcelona        | 7-4    | Sevilla FC        | 5-1   | 2-3     |
| Oviedo FC           | 6-0    | Donostia FC       | 4-0   | 2-0     |
| CA Osasuna          | 1-8    | Madrid FC         | 0-3   | 1-5     |
| Deportivo La Coruña | 0-3    | Hèrcules FC       | 0-1   | 0-2     |
| Club Celta          | 4-5    | CD Espanyol       | 3-2   | 1-3     |
| Athletic Club       | 10-2   | Zaragoza FC       | 5-0   | 5-2     |
| Murcia FC           | 3-9    | València FC       | 1-3   | 2-6     |
| Betis Balompié      | 3-1    | Sporting de Gijón | 3-0   | 0-1     |

## Quarts de final
8 i 15 d'abril.
| Equip 1       | Global | Equip 2        | Anada | Tornada |
| ------------- | ------ | -------------- | ----- | ------- |
| FC Barcelona  | 3-4    | Betis Balompié | 1-2   | 2-2     |
| Oviedo FC     | 8-7    | CD Espanyol    | 5-2   | 3-5     |
| Hèrcules FC   | 2-4    | València FC    | 2-1   | 0-3     |
| Athletic Club | 2-2    | Madrid FC      | 1-1   | 1-1     |

- Desempat:

| Equip 1   | Marcador | Equip 2       |
| --------- | -------- | ------------- |
| Madrid FC | 2-2      | Athletic Club |
| Madrid FC | 3-0      | Athletic Club |

## Semifinals
22 i 29 d'abril.
| Equip 1        | Global | Equip 2   | Anada | Tornada |
| -------------- | ------ | --------- | ----- | ------- |
| Betis Balompié | 1-4    | Madrid FC | 0-2   | 1-2     |
| València FC    | 5-3    | Oviedo FC | 2-2   | 3-1     |

## Final
| Madrid FC                 | 2 - 1 | València FC       |
| ------------------------- | ----- | ----------------- |
| Hilario 71' · Lazcano 73' |       | José Vilanova 48' |

## Campió
| Campions de la Copa d'Espanya 1934       |
| ---------------------------------------- |
| · Reial Madrid Club de Futbol · 6è títol |